# 셰인 배티에

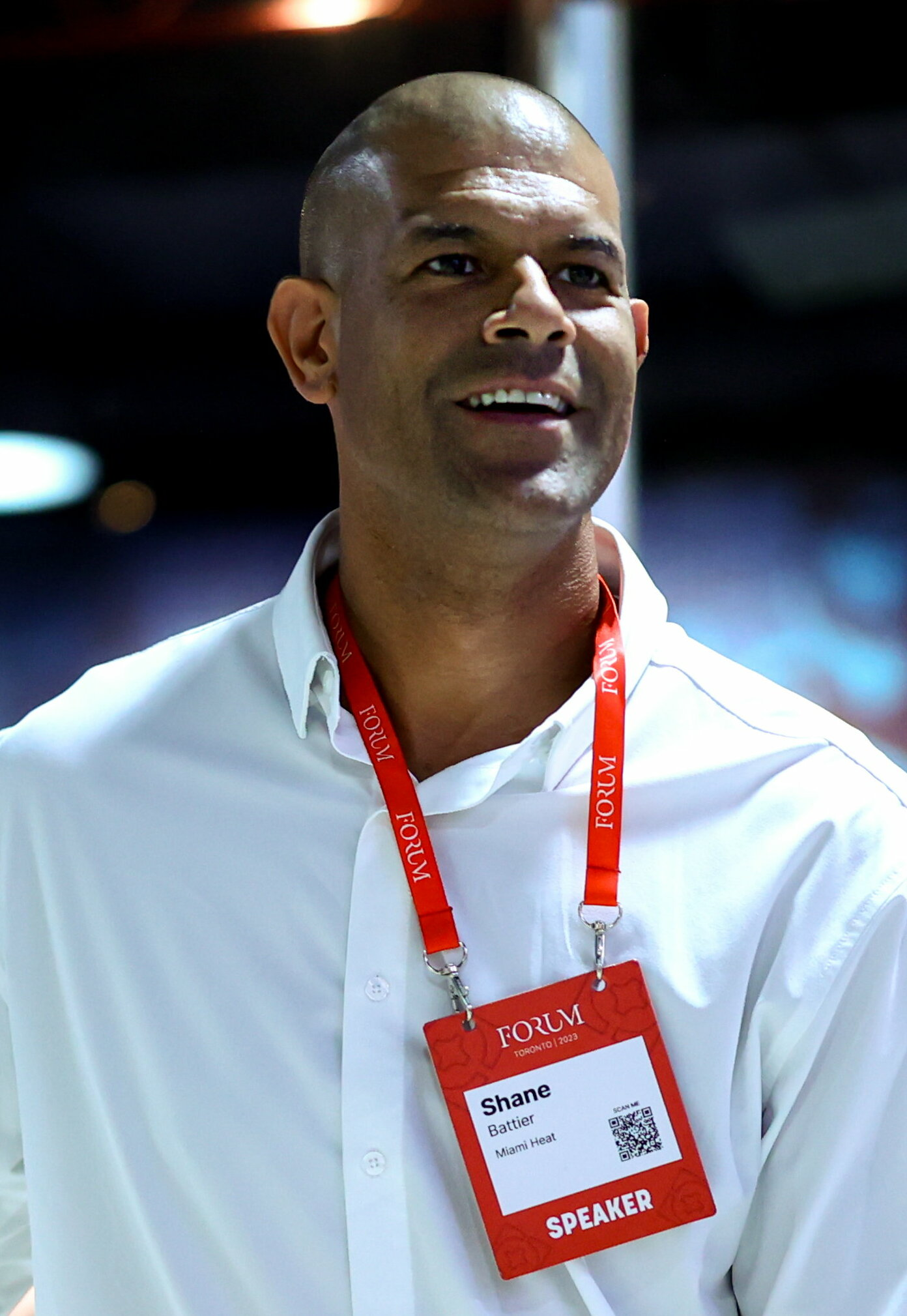

셰인 배티에(Shane Battier, 본명: 셰인 코트니 배티에, Shane Courtney Battier, /ˈbætieˈ/ BAT-ee-ay, 1978년 9월 9일 ~ )는 미국의 전직 프로 농구 선수이다. 또한 ESPN에서 근무했으며 최근 옉스트(Yext) 이사회에 합류했다.
배티예는 듀크에서 4년 동안 농구를 했고, NBA(전미 농구 협회)에서 13년 동안 뛰었으며, 미국 대표팀에 참가한 것으로 가장 잘 알려져 있다. 그의 팀은 대학, 프로, 국제 수준에서 우승을 차지했다.

## NBA 경력
- 멤피스 그리즐리스(2001~2006)
- 휴스턴 로케츠(2006~2011)
- 리턴 투 멤피스(2011)
- 마이애미 히트(2011~2014)